# 茨城県道144号紅葉石岡線
茨城県道144号紅葉石岡線（いばらきけんどう144ごう もみじいしおかせん）は、茨城県鉾田市紅葉から石岡市に至る一般県道である。

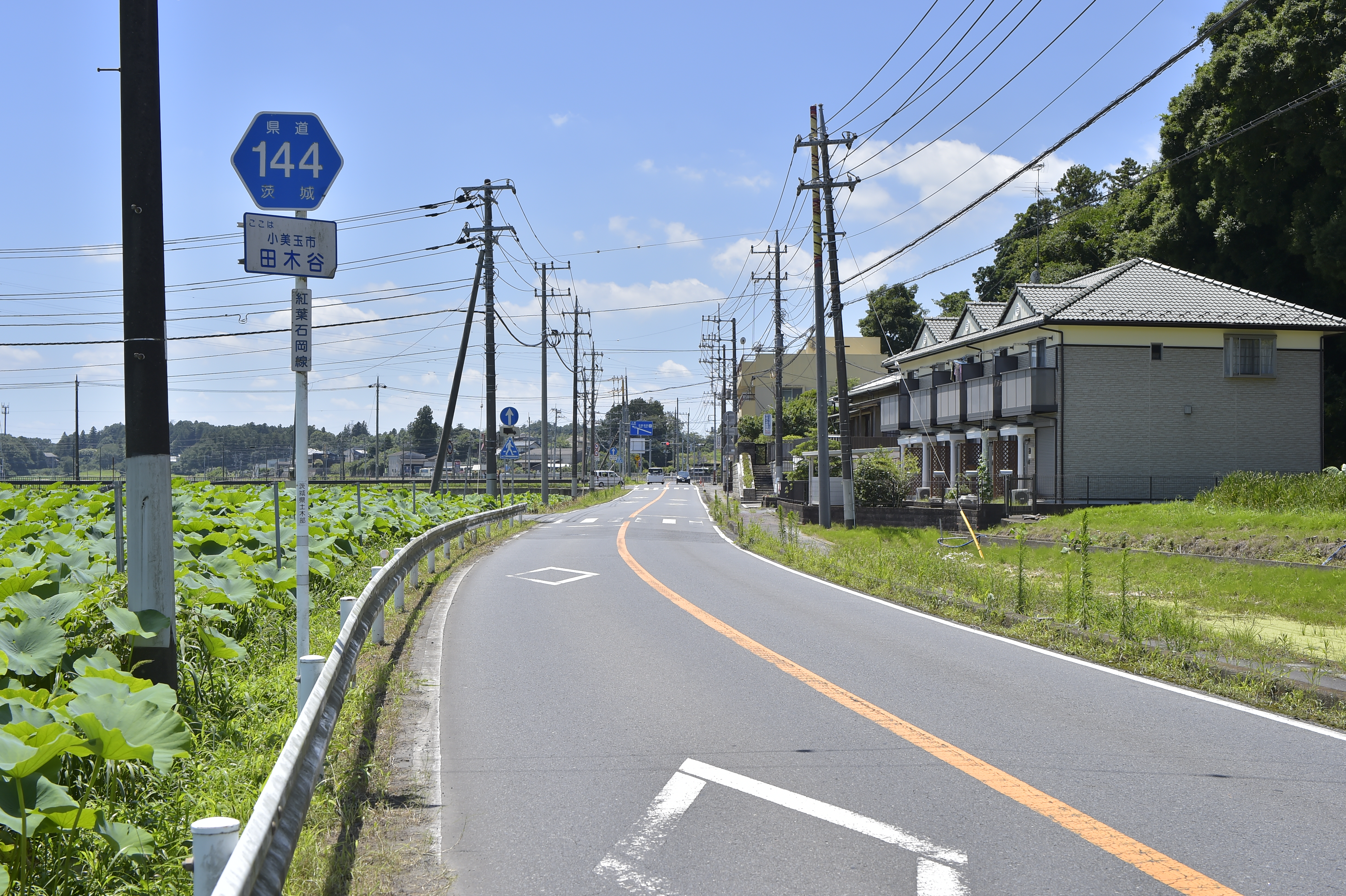
茨城県道144号紅葉石岡線
小美玉市田木谷（2021年7月）

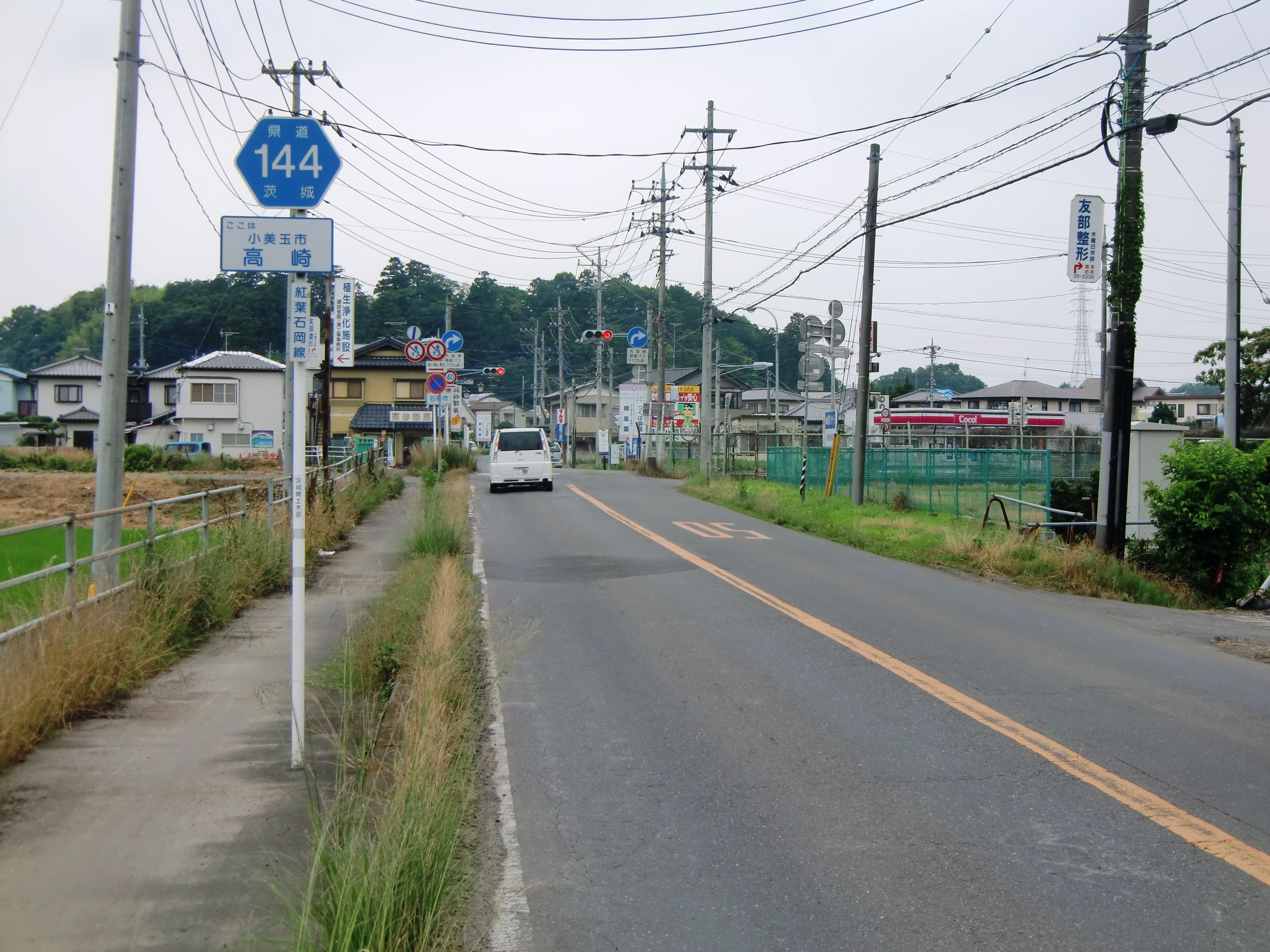
小美玉市高崎（2011年7月）

## 概要
茨城空港北インターチェンジ近隣で鉾田市紅葉の茨城県道18号茨城鹿島線・紅葉北交差点より分岐南下し、小美玉市小川市街地を経て、石岡市高浜の高浜中央三差路（茨城県道118号石岡田伏土浦線交点）に至る路線。小美玉市田木谷地内で国道355号と交差、一部重複する。茨城空港より茨城県道359号茨城空港線を経て東関東自動車道（水戸線）及び、石岡方面を結ぶアクセス道路として重要な路線に位置づけられる。

### 路線データ
- 起点：茨城県鉾田市紅葉（茨城県道18号茨城鹿島線交点）[1]
- 終点：茨城県石岡市高浜（茨城県道118号石岡田伏土浦線交点＝高浜中央三差路）[1]
- 総延長：14.615 km[2]
- 重用延長：1.704 km[2]
- 未供用延長：なし[2]
- 実延長：12.911 km[2]
- 自動車交通不能区間延長[注釈 1]：なし[2]

## 歴史
1959年（昭和34年）10月14日、新たな県道として鹿島郡鉾田町大字紅葉を起点とし、東茨城郡小川町を経由して石岡市を終点とする区間を本路線とする県道紅葉石岡線として茨城県が県道路線認定した。
1995年（平成7年）、整理番号144に変更され現在に至る。

### 年表
- 1959年（昭和34年）10月14日
  - 現在の路線が県道紅葉石岡線（図面対照番号114）として路線認定される[3]。
  - 道路の区域は、鹿島郡鉾田町大字紅葉の県道当間茨城線（現在の県道茨城鹿島線にあたる）分岐から石岡市大字高浜の県道石岡田伏土浦線交点までと決定された[1]。
- 1964年（昭和39年）7月3日：車両制限令第5条1項[注釈 2]に基づく指定（路線対象番号114 紅葉石岡線：石岡田伏土浦線分岐点 - 石岡潮来線交点）を受ける[4]。
- 1975年（昭和50年）7月26日：東茨城郡小川町大字中延（横町交差点） - 新治郡玉里村大字田木谷（田木谷交差点）のバイパスの一部（約0.5 km）が開通[5]。
- 1982年（昭和57年）4月22日：東茨城郡小川町大字中延字（中延北 - 横町）のバイパス道路（約0.9 km）が開通[6]。
- 1985年（昭和60年）8月8日：小川町大字小川（現・小美玉市医療センター前） - 新治郡玉里村大字田木谷（県道常陸小川停車場線交点）の小川市街地を通る旧道（1.558 km）が指定解除され、小川町道へ降格[7]。
- 1995年（平成7年）3月30日：整理番号173から現在の番号（整理番号144）に変更される[8]。
- 2000年（平成12年）4月1日：小川町大字野田 - 同町大字中延の区間が、通行する車両の最大重量限度25トンの道路に指定される[9]。
- 2003年（平成15年）3月24日：東茨城郡茨城町大字生井沢 - 小川町大字上吉影 - 大字飯前まで現道拡幅及びバイパスを新設する道路区域（1.518 km+1.42 km）が決定[10]。
- 2004年（平成16年）3月22日：茨城町大字生井沢 - 小川町大字中延の区間が、通行する車両の高さの最高限度4.1 mの道路に指定される[11]。
- 2008年（平成20年）4月25日：小美玉市上吉影（県道上吉影岩間線交点） - 同市飯前のバイパス道路（約0.4 km）が開通[12]。
- 2008年（平成20年）7月1日：鉾田市紅葉（紅葉北交差点） - 小美玉市上吉影（県道上吉影岩間線交点）のバイパス道路（約1.6 km）が全線開通[13]。
- 2010年（平成22年）3月4日：茨城町生井沢 - 小美玉市上吉影 - 上吉影十字路 - 同市飯前の旧道（1.481 km+0.662 km）が指定解除されて小美玉市道へ降格[14][注釈 3]。
- 2019年（令和元年）7月31日
  - 鉾田市紅葉（紅葉北交差点） - 小美玉市飯前（ジョイフル本田小川倉庫前）を、通行する車両の高さの最高限度4.1 mの道路に指定[15]。
  - 小美玉市中延（中延北交差点） - 鉾田市紅葉（紅葉北交差点）間を、国際コンテナ車[注釈 4]の重量・長さ上限を引き上げる道路に指定[16]。

## 路線状況
道路法の規定に基づき、鉾田市紅葉（紅葉北交差点） - 小美玉市中延（中延北交差点）間は、緊急輸送道路として機能を維持するため、災害発生時の被害拡大防止を目的に道路用地内に電柱を建てることが制限されている。小美玉市高崎地区では、朝夕の交通量が多く、大型車も通行する一方で、高低差がある急カーブがあるため、安全な交通確保のため視距離改良と歩道設置の道路改良事業が進められている。

### 重複区間
- 茨城県道59号玉里水戸線（小美玉市中延の交点 - 同市田木谷の国道355号交点）
- 茨城県道8号小川鉾田線（小美玉市中延・横町交差点 - 同市田木谷国道355号交点）
- 国道355号（小美玉市田木谷の県道玉里水戸線交点 - 同所の分岐）

### 道路施設
- 玉里歩道橋（小美玉市上玉里・玉里郵便局前交差点）
- 紅葉橋（巴川、東茨城郡茨城町大字生井沢）

## 地理

### 通過する自治体
- 茨城県
  - 鉾田市 - 東茨城郡茨城町 - 小美玉市 - 石岡市

### 交差する道路
- 茨城県道18号茨城鹿島線（鉾田市紅葉・起点）
- 茨城県道145号上吉影岩間線（小美玉市上吉影）
- 茨城県道359号茨城空港線（小美玉市川戸・川戸西交差点）
- 茨城県道59号玉里水戸線（小美玉市中延：一部重複）
- 茨城県道8号小川鉾田線（小美玉市中延 - 田木谷：一部重複）
- 国道355号（小美玉市田木谷：一部重複）
- 茨城県道118号石岡田伏土浦線（石岡市高浜・終点）

### 沿線
- 小美玉市立小川北中学校（小美玉市川戸）
- 小美玉市立野田小学校（小美玉市野田）
- 小美玉市医療センター（小美玉市中延）
- 小美玉市役所玉里総合支所（小美玉市上玉里）
- 小美玉市玉里保健福祉センター（小美玉市上玉里）
- 玉里郵便局（小美玉市上玉里）
- 霞ヶ浦
- 高浜郵便局（石岡市高浜）